# 香川県旗

1977年まで代用されていた県体育協会の旗

香川県旗（かがわけんき）は、日本の都道府県の一つ、香川県の旗。本項では、旗に図示されている香川県章（かがわけんしょう）についても併せて解説する。

## 概要
県旗・県章とも1977年（昭和52年）10月1日の県公告第295号により制定された。県章は片仮名の「カ」を県下の山並みと県花・県木で古来より平和の象徴とされて来たオリーブの葉をイメージして図案化し、県の恵まれた風土と発展向上を表している。
県章を白抜きで中央に配置した県旗の地色は告示では「オリーブ色」と指定されているが、実際に使用される旗は緑色の場合が多い。

### 県旗制定以前の代用旗
現在の県旗が制定される以前は、白地にオリーブ色を右寄りに配置し県名を白抜きにした香川県体育協会の旗を代用としていた。

### 旧職員徽章

旧香川県職員徽章（1951年 - 1977年）

県章の制定以前は1951年（昭和26年）に制定された「香川」の「香」を右上に配し「川」を三重の円状にデザインした県職員徽章（けんしょくいんきしょう）で代用される場合があった。この職員徽章は県庁内でのデザインを募集を経て制定されたもので、県の公用車や農産物出荷証にも使用されていた。
香川県と同様に県章の代用で職員徽章を長く使用していた県としては、1925年（大正14年）制定の職員徽章を1991年（平成3年）の県章制定まで使用していた長崎県がある。